# Jednotný národní výbor
Jednotný národní výbor (JNV) existující v Československu v letech 1949 až 1954 byl zjednodušeně označením městského národního výboru v sídelních městech krajů vytvořených v roce 1949 – s výjimkou Prahy, Brna a Bratislavy – který byl sloučen s místním okresním národním výborem. Navíc JNV vznikl také v Opavě a Vysokých Tatrách, které nebyly krajskými městy. Základním právním pramenem pro existenci JNV byl zákon č. 142/1949 Sb., o výkonu lidové správy v sídlech krajů, ve znění pozdějších předpisů. Konec existence jednotných národních výborů od května 1954 přineslo vládní nařízení č. 23/1954 Sb., o organisaci výkonných orgánů národních výborů, ve znění pozdějších předpisů, které plnění úkolů okresních a místních národních výborů uložilo v krajských městech městským národním výborům.

## Právní pozadí
Návrh zákona, kterým vznikly jednotné národní výbory, vyšel z dílny vlády. Hlavní důvody k jeho přijetí bylo sjednocení úpravy v jednotlivých krajských městech, důvody ekonomické, ale také snaha o zabezpečení možnosti rolníků z venkovského okolí krajských měst zasahovat do vývoje společné územní jednotky. Poslanci se nezapomněli ani pochválit, že se jedná o návrh pokrokový, který je novinkou nejen v Československu, ale i na celém světě. Zákonem došlo také na několik desítek let k likvidaci statutárních měst.
Zákon č. 142/1949 Sb. v ustanovení §1 odst. 1 definoval JNV takto: „Území města, které je sídlem krajského národního výboru, a území okresu se sídlem okresního národního výboru v krajském městě tvoří jeden okres, v němž lidovou správu vykonává jednotný národní výbor o 48 členech se sídlem v krajském městě. Jednotný národní výbor vykonává na území celého okresu působnost okresního národního výboru a na území města svého sídla též působnost místního národního výboru.“
Definice poměrně komplikovaná, z níž navíc byly určité výjimky: jednotné národní výbory například nevznikly v Praze, Brně a v Bratislavě, kde fungovaly v této době takzvané ústřední národní výbory. Na stranu druhou byla existence JNV přiřknuta také Opavě a Vysokým Tatrám. Zákon také poskytoval právo vládě rozhodnout, ve kterých dalších okresech vytvoří jednotné národní výbory.
Jednotné národní výbory i ústřední národní výbory byly podřízeny krajským národním výborům.

## Místa působnosti

### v Česku
- České Budějovice
- Gottwaldov
- Hradec Králové
- Jihlava
- Karlovy Vary
- Liberec
- Olomouc
- Opava
- Ostrava
- Pardubice
- Plzeň
- Ústí nad Labem

### na Slovensku
- Banská Bystrica
- Košice
- Nitra
- Prešov
- Vysoké Tatry
- Žilina